# Pareuxoa parajanae
Pareuxoa parajanae là một loài bướm đêm thuộc họ Noctuidae. Nó được tìm thấy ở vùng Magallanes và Antartica Chilena của Chile.
Sải cánh dài khoảng 26 mm. Con trưởng thành bay vào tháng 2.